# Neodiplothele irregularis
Neodiplothele irregularis är en spindelart som beskrevs av Cândido Firmino de Mello-Leitão 1917. 
Neodiplothele irregularis ingår i släktet Neodiplothele och familjen Barychelidae. Inga underarter finns listade i Catalogue of Life.